# ほへと丸
ほへと丸（ほへとまる、1979年 - ）は、日本の漫画家。福岡県出身。4コマ漫画を主に手がける。旧ペンネームは岩澤 ほへと丸（いわさわ ほへとまる）。

## 作品リスト
- ヨメけん 芳文社『まんがホーム』（2006年8月号 - 2009年8月号）
- アイスもなか 芳文社『まんがタイムオリジナル』（2006年10月号 - 2007年7月号）
- おかわり!!平井亭 芳文社『まんがタイムオリジナル』（2005年11月号 - 2006年7月号）
- オフィスの青い空 芳文社『まんがタイム』（2005年10月号 - 2006年12月号）
- ひだまり家族 芳文社『まんがホーム』（2003年2月号 - 2006年8月号）
  1. 第1巻（2005年11月2日発行／まんがタイムコミックス）ISBN 4-8322-6428-1
- 毎日!!ほづみびより 芳文社『まんがタイムジャンボ』（岩澤ほへと丸 名義）
- じゃじゃプリ! 芳文社『まんがホーム』（2010年3月号、ゲスト）